# Härryda (comune)
Härryda è un comune svedese di 34 366 abitanti, situato nella contea di Västra Götaland. Il suo capoluogo è la città di Mölnlycke.

## Località
Nel territorio comunale sono comprese le seguenti aree urbane (tätort):
- Benareby
- Eskilsby och Snugga
- Göteborg (parte)
- Hällingsjö
- Härryda
- Hindås
- Landvetter
- Mölnlycke (parte) (capoluogo)
- Nya Långenäs
- Rävlanda
- Rya
- Stora Bugärde
- Tahult